# Vườn quốc gia D'Entrecasteaux
Vườn quốc gia D'Entrecasteaux là một vườn quốc gia ở Tây Úc, Úc, 315 kilômét (196 mi) về phía nam Perth.
Vườn quốc gia này kéo dài 130 km từ Black Point ở phía tây tận Long Point ở phía đông và vào sâu nội địa 20 km.